# Palékastro
Palékastro ou Palaíkastro (en grec moderne : Παλαίκαστρο) est un gros bourg de Crète (Grèce), à l'est de l'île. C'est le chef-lieu de l’ancien dème d’Itános peuplé de 2 514 hab. au total en 2001.
À deux kilomètres de la mer, qui est ventée à cet endroit, le village possède un musée folklorique auquel la plupart des habitants ont contribué : ancien métier à tisser, meubles, objets du quotidien, vêtements, qui sont présentés dans une maison typique de la fin du XIXe siècle reconstruite. Deux petites pièces dans cette maison, séparées par une arche.
Les oliviers encerclent le village et de très nombreuses éoliennes jalonnent la région jusqu'au plateau de Handras.
La région est propice aux randonnées : gorges de 'La Vallée des Morts' qui aboutissent à l'un des quatre palais majeurs de l'art minoen : Kato Zakros; les gorges de Hohlahies qui permettent de rejoindre la plage de Karoumes.

## Histoire
À l'époque minoenne la ville été détruite par le tsunami provoqué par l'éruption du volcan de l'île de Santorin au XVIe siècle av. J.-C., voir Éruption minoenne.